# Пенси-Ліпно (гміна Замбрув)
Пенси-Ліпно (пол. Pęsy-Lipno) — село в Польщі, у гміні Замбрув Замбровського повіту Підляського воєводства.
Населення — 71 особа (2011).
У 1975-1998 роках село належало до Ломжинського воєводства.

## Демографія
Демографічна структура станом на 31 березня 2011 року:
|          | Загалом | Допрацездатний вік | Працездатний вік | Постпрацездатний вік |
| -------- | ------- | ------------------ | ---------------- | -------------------- |
| Чоловіки | 40      | 11                 | 23               | 6                    |
| Жінки    | 31      | 6                  | 19               | 6                    |
| Разом    | 71      | 17                 | 42               | 12                   |